# 다층 퍼셉트론
다층 퍼셉트론(Multilayer perceptron, MLP)은 퍼셉트론을 여러층 쌓은 순방향의 인공 신경망이다. 입력층(input layer)과 은닉층(hidden layer)과 출력층(output layer)으로 구성된다. 각 층에서는 활성함수를 통해 입력을 처리한다.

## 응용
MLP는 극단적으로 복잡한 문제를 대략적으로 해결할 수 있도록 확률적으로 문제를 해결하는 능력으로 인해 연구에 유용하다.
시벤코 정리에서 알 수 있듯 MLP는 범용 근사자이므로, 회귀분석을 통해 수학적 모델을 만드는 데에 사용할 수 있다. 반응변수가 이분변인일 때 분류는 회귀분석의 특수한 경우이므로 MLP는 좋은 분류 알고리즘이 된다.
1980년대에 MLP는 아주 유명한 머신러닝의 해결책이 되어 음성 인식, 이미지 인식, 기계 번역 등 다양한 분야에 그 활용처를 찾았다. 그러나 이후 훨씬 간단한 해결책인 서포트 벡터 머신과 강하게 경쟁하게 되었다. 딥 러닝이 성공을 거두면서 역전파 네트워크에 대한 관심이 다시 돌아오기도 했다.